# Льодовий спорт
Льодовий спорт - зимові види спорту, змагання з яких пов'язане льодом. Змагання можуть бути одиничними, парними та командними.
Змагання з льодових видів відбуваються на поверхні льоду з використанням різних засобів (ковзани, сани, спеціального взуття та іншого).

## Історія розвитку льодових видів спорту
Зародження льодового спорту пов'язане з ковзанами. Найдавніші ковзани, виготовлені з кістки, були знайдені у 1967 році на березі Південного Бугу біля Одеси. Вони датуються кінцем другого тисячоліття до н.е. і зберігаються в Одеському археологічному музеї.
Кістяні ковзани використовувалися протягом багатьох століть. Для того щоб нормально пересуватися використовували дві палиці. Ковзани набули поширення у Нідерландах, де міста з'єднуються каналами, які замерзали взимку. Ковзани стали найкращим засобом пересування у цю пору року. У середині XIII ст. у цій країні були придумані ковзани з металевим полоззям, вмонтованим у дерев'яну підошву, а через два з половиною століття вони удосконалили лезо, надавши йому два ребра. Така конструкція забезпечила можливість відштовхування ногами і палиці виявилися непотрібними. Ковзани стали не тільки засобом пересування, а й засобом розваг. Вважається, що ковзанярський спорт зародився у цей період, почався поділ на фігурне катання та ковзанярський спорт.
Англія запозичила металеві ковзани у Голландії, звідки постачалися металеві леза, на основі яких виготовлялися ковзанів. У 1604 році в Единбурзі відкрився перший ковзанярський клуб. Для вступу в клуб необхідно було виконати набір рухів на ковзанах. У 1772 в Англії вийшла перша книга присвячена ковзанярству. У ній були правила змагань та поради початківцям.
У першій половині XIX ст. в Англії сформувалися правила з хокею з м'ячем, а в 1877 році в хокею із шайбою.

## Спортивні споруди льодових видів спорту
Перші змагання з льодових видів спорту проходили на природному льоді. Тому вони залежали від пори року і погоди. У 1890-х роках для проведення змагань з хокею почали використовувати криті ковзанки з природним льодом. Для збереження температури льоду у стінах та в даху робили отвори для циркуляції холодного повітря.
У 1899 році в Монреалі був побудований перший критий стадіон зі штучним льодом. 
Сучасні льодові споруди можуть бути як відкритими так і закритими. Лід в них може бути природним або штучним.

## Перелік видів спорту на льоду
- Бобслей
- Санний спорт
- Скелетон
- Керлінг
- Ковзанярський спорт
  - Шорт-трек
- Льодолазіння
- Фігурне катання
- Хокей із шайбою
- Хокей з м'ячем